# Eptesicus tatei
Eptesicus tatei (пергач дарджилінгський) — вид рукокрилих родини лиликових (Vespertilionidae).

## Поширення
Цей вид є ендеміком Індії. Він відомий лише з типової місцевості Дарджилінг в Західній Бенгалії. Мало відомо про середовище проживання й екологію цього виду за винятком того, що він знайдений у гірських лісах.

## Загрози та охорона
Загрози для цього виду залишаються невідомими. Цей вид не був записаний у будь-якій з природоохоронних територій.